# Asunafo South
Asunafo South är ett distrikt i Ghana.   Det ligger i regionen Brong-Ahaforegionen, i den sydvästra delen av landet, 280 km nordväst om huvudstaden Accra. Antalet invånare är 76 894. Arean är 1 019 kvadratkilometer.
Terrängen i Asunafo South är platt åt nordväst, men åt sydost är den kuperad.